# Wilhelm VI av Holland
Wilhelm VI av Holland, född 1365, död 1417, var regerande greve av Holland 1404–1417.